# 麟山塔
麟山塔，位于中国福建省漳平市双洋镇，为一个省级文物保护单位，类型为古建筑，为第四批福建省文物保护单位，公布时间为1996年9月2日。
麟山塔的历史年代为明。